# Transolza
Transolza (în poloneză Zaolzie, [za'olźe]) este o regiune istorică din Republica Cehă de astăzi, regiune aflată în dispută între Polonia interbelică și Cehoslovacia. Numele înseamnă „teritoriul de peste râul Olza”; mai este numită și Śląsk zaolziański, ceea ce înseamnă „Silezia Transolzană”. Printre alți termeni echivalenți în alte limbi se numără și Zaolší (Zaolží) în cehă și Olsa-Gebiet în germană. Regiunea a căpătat semnificație în 1920, când Silezia Cieszynului a fost împărțită între Cehoslovacia și Polonia. Transolza formează partea estică a porțiunii cehe din Silezia Cieszynului. Împărțirea nu a mulțumit niciuna din părți, și conflictul persistent din regiune a dus la anexarea ei de către Polonia în octombrie 1938, în urma acordului de la München. După invazia germano-sovietică a Poloniei în 1939, zona a fost inclusă în Germania Nazistă până în 1945. După război, au fost restabilite frontierele din 1920.
Istoric, cel mai mare grup etnic care locuia această zonă a fost cel al polonezilor. Sub dominația austriacă, Silezia Cieszynului a fost împărțită în patru districte. Unul dintre ele, Frýdek, avea populație majoritar cehă, dar celelalte trei erau locuite predominant de polonezi. În secolul al XIX-lea, numărul etnicilor germani a crescut. După scăderea de la sfârșitul secolului al XIX-lea, la începutul secolului al XX-lea și apoi între 1920 și 1938, populația cehă a crescut semnificativ (în principal ca urmare a imigrației și asimilării localnicilor) iar polonezii au devenit minoritari, așa cum sunt și astăzi. Un alt grup etnic important l-au constituit evreii, dar aproape întreaga populație evreiască a fost exterminată în timpul celui de al Doilea Război Mondial.
Pe lângă polonezi, cehi și germani, în regiune mai trăia un alt grup etnic, Ślązakowcy, care revendicau o identitate națională sileziană. Acest grup avea reprezentanți în întreaga Silezie a Cieszynului deși cei mai numeroși erau între protestanții din estul Sileziei Cieszynului (astăzi în Polonia) și nu în Transolza propriu-zisă.

## Denumirea și teritoriul
Termenul polonez Zaolzie (care se traduce „Transolza”, adică „pământurile dincolo de Olza”) este utilizat predominant în Polonia și de către minoritatea poloneză din acel teritoriu. În cehă, ea este denumită České Těšínsko/Českotěšínsko ("Țara Cieszynului/Těšínului ceh"), Zaolží sau Zaolší (echivalent cu polonezul Zaolzie), Těšínsko sau Těšínské Slezsko (adică Silezia Cieszynului). Termenul Zaolzie este folosit și de către savanții străini, inclusiv de etnolingvistul american Kevin Hannan⁠(d).
Termenul Transolza denumește teritoriul fostelor districte Český Těšín și Fryštát⁠(d), în care populația poloneză forma majoritatea în conformitate cu recensământul austriac din 1910. Acest teritoriu formează partea estică din porțiunea cehă a Sileziei Cieszynului. Istoricul Józef Szymeczek observă însă că acesta este confundat adesea cu întreaga porțiune cehă a Sileziei Cieszynului.
De la reforma administrativă cehoslovacă din 1960, Transolza este formată din districtul Karviná și partea estică din districtul Frýdek-Místek.

## Istorie
La început, zona a făcut parte din Moravia Mare. Între 950 și 1060, ea a intrat sub dominația Principatului Boemiei, și din 1060 a devenit parte a Poloniei. Din 1327, întreaga zonă a Ducatului Cieszynului a devenit Fief⁠(d) autonom al coroanei Boemiei. După moartea în 1653 a Elizabetei Lucretia, ultimul domnitor polonez din dinastia Piaștilor, a trecut direct în mâinile regilor cehi din dinastia Habsburg împreună cu restul Ducatului Cieszynului. Când majoritatea Sileziei a fost cucerită de Frederick cel Mare al Prusiei în 1742, zona Cieszyn făcea parte din mica porțiune sudică ce a rămas în granițele monarhiei Habsburgice (Silezia Austriacă).
Până la jumătatea secolului al XIX-lea, membrii populației slave locale nu se identificau ca membri ai unor entități etnolingvistice mai mari. În Silezia Cieszynului (ca și în toate zonele de graniță vest-slave), diferite identități teritoriale erau predominante înaintea apariției identității etnice și naționale. Conștiința apartenenței la poporul polonez sau ceh s-a răspândit încet în Silezia.
Din 1848 până la sfârșitul secolului al XIX-lea, localnicii cehi și polonezi au cooperat, uniți împotriva tendințelor de germanizare din Imperiul Austriac și apoi din Austro-Ungaria. La sfârșitul secolului, au apărut tensiuni interetnice pe măsură ce creștea importanța economică a regiunii. Această creștere a determinat un val de imigranți din Galiția. Circa 60.000 de persoane au sosit între 1880 și 1910. Noii imigranți erau polonezi săraci, dintre care jumătate erau analfabeți. Ei lucrau în minele de cărbune și în metalurgie. Pentru aceștia, cel mai important factor era bunăstarea materială; le păsa puțin de țara din care plecaseră. Aproape toți au fost asimilați de către populația cehă autohtonă. Mulți dintre ei s-au stabilit la Ostrava (la vest de frontiera etnică), întrucât industria grea se răspândea în întregul vest al Sileziei Cieszynului. Chiar și astăzi, etnografii au constatat că circa 25.000 de locuitori din Ostrava (circa 8% din populația orașului) au nume de familie poloneze.
Populația cehă (ce trăia în principal în nord: Bohumín⁠(d), Orlová⁠(d) etc.) a scăzut numeric la sfârșitul secolului al XIX-lea, fiind asimilată de populația locală majoritar poloneză. Acest proces a fost influențat de industrializarea regiunii.

### Formarea statelor naționale (1918–1920)

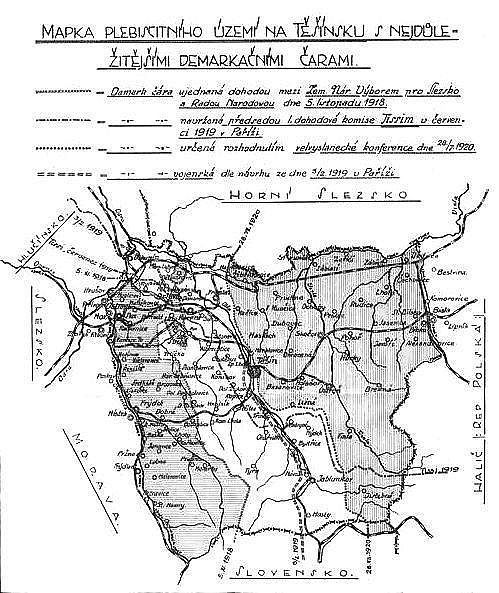
Harta zonei plebiscitului din Silezia Cieszynului, cu diferse linii de demarcație

La început, ambele consilii naționale (Rada Narodowa Księstwa Cieszyńskiego poloneză în declarația sa "Ludu śląski!" din 30 octombrie 1918 și Zemský národní výbor pro Slezsko cehă în declarația de la 1 noiembrie 1918) au revendicat fiecare întreaga Silezie a Cieszynului.
La 31 octombrie 1918, la sfârșitul Primului Război Mondial și în condițiile dizolvării Austro-Ungariei, majoritatea zonei a fost preluată de autoritățile locale poloneze susținute de forțele armate. Acordul provizoriu din 2 noiembrie 1918 reflecta incapacitatea celor două consilii naționale de a ajunge la o delimitare finală a frontierelor. La 5 noiembrie 1918, zona era împărțită între Polonia și Cehoslovacia printr-un acord provizoriu între cele două consilii locale autonome (Zemský národní výbor pro Slezsko al cehilor și Rada Narodowa Księstwa Cieszyńskiego a polonezilor). Înainte de aceasta, majoritatea zonei fusese administrată de autoritățile locale poloneze. În 1919, ambele consilii au fost absorbite de guvernele centrale independente constituite la Praga și Varșovia. Primul nu a fost mulțumit de compromis și, la 23 ianuarie 1919, a invadat zona profitând de faptul că Polonia era angajată în războiul său cu Republica Națională a Ucrainei Occidentale.
Motivația invaziei cehești din 1919 a fost în primul rând organizarea alegerilor pentru Sejmul Poloniei în regiunea aflată în dispută. Urmau să se organizeze alegeri în întreaga Silezie a Cieszynului. Cehii au susținut că nu trebuie să se țină alegeri în zonele disputate întrucât delimitarea este doar temporară și niciuna din părți nu poate efectua acțiuni de stat suveran în regiune. Când cererea cehilor a fost respinsă de polonezi, cehii au hotărât să rezolve problema în forță.
Unități cehești erau cantonate lângă Skoczów și încetarea focului a fost convenită la 3 februarie. Cehoslovacia nou înființată a revendicat zona parțial pe motive istorice și etnice, dar mai ales pe motive economice. Teritoriul era important pentru cehi întrucât pe acolo trecea linia de cale ferată ce lega Silezia Cehă de Slovacia (Calea ferată Košice-Bohumín, una dintre cele doar două căi ferate ce legau regiunile istorice cehești de Slovacia la acea vreme). Zona este și foarte bogată în cărbune negru. Multe mine importante de cărbune, precum și fabrici de metalurgie se aflau acolo. Partea poloneză și-a motivat revendicarea pe criterii etnice: majoritatea populației de acolo era poloneză conform ultimului recensământ austriac, din 1910.
În această atmosferă tensionată s-a hotărât organizarea unui plebiscit regional în care locuitorii să fie întrebați cărei țări ar trebui să aparțină teritoriul lor. Comisarii plebiscitului au sosit acolo la sfârșitul lui ianuarie 1920 și, după ce au analizat situația, au declarat stare de urgență în teritoriu la 19 mai 1920. Situația din zonă a rămas foarte tensionată, ambele părți recurgând la acțiuni de intimidare, acte de terorism, agresiuni și chiar omoruri. Plebiscitul nu se putea ține în asemenea atmosferă. La 10 iulie ambele părți au renunțat la ideea de plebiscit și au delegat decizia Conferinței Ambasadorilor. În cele din urmă, la 28 iulie 1920, prin decizia Conferinței de la Spa, Cehoslovacia a primit 58,1% din Silezia Cieszynului, ce conținea 67,9% din populație. Acest teritoriu a devenit cunoscut, la început doar din punctul de vedere al Poloniei, ca „Transolza” (Zaolzie) – frontiera între părțile poloneză și cehoslovacă ale teritoriului fusese fixată pe râul Olza.
Cel mai ferm suport pentru unirea cu Polonia venise din interiorul teritoriului acordat Cehoslovaciei, în vreme ce unii dintre cei mai înfocați adversari ai stăpânirii poloneze erau din teritoriul acordat Poloniei.

#### Perspectiva lui Richard M. Watt
Istoricul Richard M. Watt scrie: „la 5 noiembrie 1918, polonezii și cehii din regiune au dezarmat garnizoana austriacă (...) Polonezii au preluat zonele ce păreau a fi ale lor, iar cehii au preluat administrația zonelor lor. Nimeni nu a obiectat asupra acestui aranjament amical (...) Apoi la Praga au început să apară răzgândiri. S-a observat că, după acordul din 5 noiembrie, polonezii controlau circa o treime din minele de cărbuni din ducat. Cehii și-au dat seama că cedaseră destul de mult (...) S-a recunoscut că orice preluare a Teschenului va trebui să se realizeze într-o manieră acceptabilă de către Antanta victorioasă (...), astfel că cehii au fabricat o poveste cum că zona Teschenului se bolșeviza (...) Cehii au adunat trupe substanțiale de infanterie – circa 15.000 de oameni – și la 23 ianuarie 1919, au invadat zonele deținute de polonezi. Pentru a-i deruta pe polonezi, cehii au recrutat ofițeri aliați de origine cehă și i-au pus în fruntea forței de invazie, în uniformele lor. După câteva lupte de mică anvergură, mica forță de apărare poloneză a fost aproape cu totul îndepărtată."
În 1919, chestiunea a fost luată în discuție la Paris în fața reprezentanților țărilor Antantei. Watt afirmă că polonezii și-au motivat revendicările pe motive etnografice și că cehii și le-au motivat prin nevoia de cărbunele din Teschen, util pentru a influența acțiunile Austriei și Ungariei, ale căror capitale erau alimentate cu cărbune din ducat. Watt a trecut cu vederea minoritatea cehă din zonă și nevoia cehoslovacilor de calea ferată ce ducea în Slovacia de est și trecea prin Transolza. În cele din urmă, aliații au hotărât ca cehii să primească 60% din terenurile carbonifere și ca polonezii să primească majoritatea populațiilor și linia de cale ferată strategică. Watt scrie: „emisarul ceh Edvard Beneš a propus un plebiscit. Aliații au fost surprinși, gândindu-se că cehii vor pierde în mod sigur. Beneš a fost însă insistent și s-a anunțat plebiscit pentru septembrie 1919. În realitate, Beneš știa foarte bine ce face. Organizarea plebiscitului durează, și multe se puteau întâmpla între timp – în special când afacerile unei țări sunt administrate atât de inteligent ca ale Cehoslovaciei.”
Watt arată că Beneš a așteptat strategic un moment de slăbiciune a Poloniei, și a acționat în timpul crizei provocate de Războiul Polono-Sovietic în iulie 1920. În relatarea lui Watt, „la cină, Beneš i-a convins pe britanici și pe francezi ca plebiscitul să nu se mai țină și ca Aliații să-și impună pur și simplu decizia în chestiunea Teschenului. Mai mult decât atât, Beneš i-a convins pe francezi și pe britanici să traseze o frontieră care să acorde Cehoslovaciei majoritatea teritoriului Teschenului, calea ferată vitală și toate terenurile carbonifere importante. Cu această frontieră, 139.000 de polonezi urmau să rămână în teritoriu ceh, în vreme ce doar 2.000 de cehi rămâneau de partea poloneză”.
„A doua zi dimineața, Beneš a vizitat delegația poloneză la Spa. Lăsând impresia că cehii ar accepta o decizie favorabilă polonezilor și fără plebiscit, Beneš i-a convins pe polonezi să semneze un acord conform căruia Polonia va accepta orice decizie a Aliaților în ce privește Teschenul. Polonezii nu aveau, desigur, cum să știe că Beneš deja îi convinsese pe Aliați să ia o astfel de decizie. După un scurt interval, pentru a lăsa impresia că se fac deliberări, Consiliul Ambasadorilor Aliați din Paris și-a impus «hotărârea». Abia atunci și-au dat polonezii seama că la Spa ei semnaseră un cec în alb. Pentru ei, uluitorul triumf al lui Beneš nu era diplomație, ci o simplă escrocherie (...) După cum avertiza primul ministru polonez Wincenty Witos: «poporul polonez a primit o lovitură ce are să joace un rol important în relațiile noastre cu Republica Cehoslovacă. Hotărârea Consiliului Ambasadorilor a dat cehilor o parte din pământul polonez cu o populație majoritar poloneză... Hotărârea a cauzat o prăpastie între aceste două popoare care altfel ar fi fost unite economic și politic» (...).”
Toată afacerea a răcit relațiile Praga-Varșovia și s-a dovedit a fi o tragedie atunci când cooperarea împotriva Germaniei Naziste nu s-a putut materializa în 1938.

#### Perspectiva lui Victor S. Mamatey
O altă prezentare a situației din 1918–1919 este dată de istoricul Victor S. Mamatey⁠(d). El notează că, atunci când guvernul francez a recunoscut dreptul Cehoslovaciei asupra „hotarelor Bohemiei, Moraviei și Sileziei Austriece” în nota adresată Austriei la 19 decembrie, guvernul cehoslovac a acționat sub impresia că are susținerea Franței pentru a revendica Silezia Cieszynului ca parte din Silezia Austriacă. Parisul considera însă că a dat asigurări doar împotriva revendicărilor austro-germane, nu și a celor polone și vedea atât Cehoslovacia cât și Polonia ca potențiali aliați împotriva Germaniei și nu dorea să răcească relațiile cu niciuna dintre ele. Mamatey scrie că polonezii „au adus chestiunea în discuție la conferința de pace deschisă la Paris în ziua de 18 ianuarie. La 29 ianuarie, Counsiliul celor Zece i-a chemat pe Beneš și pe delegatul polonez Roman Dmowski să explice disputa, și la 1 februarie i-a obligat să semneze un acord de reîmpărțire a zonei preliminar unei hotărâri finale a conferinței de pace. Astfel, Cehoslovacia nu și-a îndeplinit obiectivul în Teschen.”
În raport cu hotărârea de arbitraj, Mamatey scrie că „la 25 martie, pentru a accelera lucrările conferinței de pace, Consiliul celor Zece s-a împărțit în Consiliul celor Patru (Cei „Patru Mari”) și Consiliul celor Cinci (miniștrii de externe). La începutul lui aprilie, cele două consilii au luat în calcul și au aprobat recomandările comisiei cehoslovace fără vreo modificare – cu excepția Teschenului, chestiune pe care au lăsat-o în seama Poloniei și Cehoslovaciei să o rezolve prin negocieri bilaterale.” După ce aceste negocieri polono-cehoslovace au eșuat, puterile aliate au propus plebiscite în Silezia Cieszynului și în districtele de frontieră Orava și Spiš (astăzi în Slovacia) asupra cărora polonezii aveau revendicări. La sfârșit, însă, nu s-a mai ținut niciun plebiscit din cauza creșterii ostilității reciproce între cehii și polonezii din Silezia Cieszynului. În schimb, la 28 iulie 1920, conferința de la Spa (denumită și Conferința Ambasadorilor) a împărțit toate cele trei regiuni disputate între Polonia și Cehoslovacia.

### Parte a Cehoslovaciei (1920–1938)
Populația poloneză locală s-a simțit trădată de Varșovia și nu s-a mulțumit cu împărțirea Sileziei Cieszynului. Circa 12.000 până la 14.000 de polonezi au fost obligați să plece în Polonia. Nu este clar câți polonezi se aflau în Transolza în Cehoslovacia. Estimările (care variază mai ales în funcție de includerea sau nu a silezienilor în rândurile polonezilor) fluctuează între 110.000 și 140.000 în 1921. Datele recensămintelor din 1921 și 1930 nu sunt exacte întrucât naționalitatea se baza pe autodeclarare și mulți polonezi s-au declarat cehi doar de teama de noile autorități și pentru a obține anumite beneficii. Legea cehoslovacă garanta drepturi pentru minoritățile naționale, dar realitatea din Transolza era diferită. Autoritățile locale cehe au îngreunat obținerea cetățeniei de către polonezii autohtoni, deși procesul era accelerat atunci când persoana care cerea cetățenia se angaja să se declare ceh și să-și dea copiii la o școală cehească. Noile școli cehești erau adesea mai bine susținute și echipate, ceea ce i-a determinat pe mulți polonezi să-și trimită copiii la ele. S-au construit școli cehești și în comune aproape în întregime locuite de polonezi. Aceasta și alți factori au contribuit la asimilarea culturală a polonezilor, dar și la emigrație semnificativă către Polonia. După câțiva ani, naționalismul exagerat tipic anilor din preajma lui 1920 a dat înapoi și polonezii au cooperat din ce în ce mai mult cu cehii. Chiar și așa, cehizarea era susținută de Praga, care a ignorat propriile legi în raport cu limba și cu chestiunile legislative și de organizare. Deputații polonezi din Adunarea Națională Cehoslovacă au încercat deseori să ridice aceste probleme. Într-un fel sau altul, polonezii au fost treptat asimilați de către cehi.

### Parte a Poloniei (1938–1939)

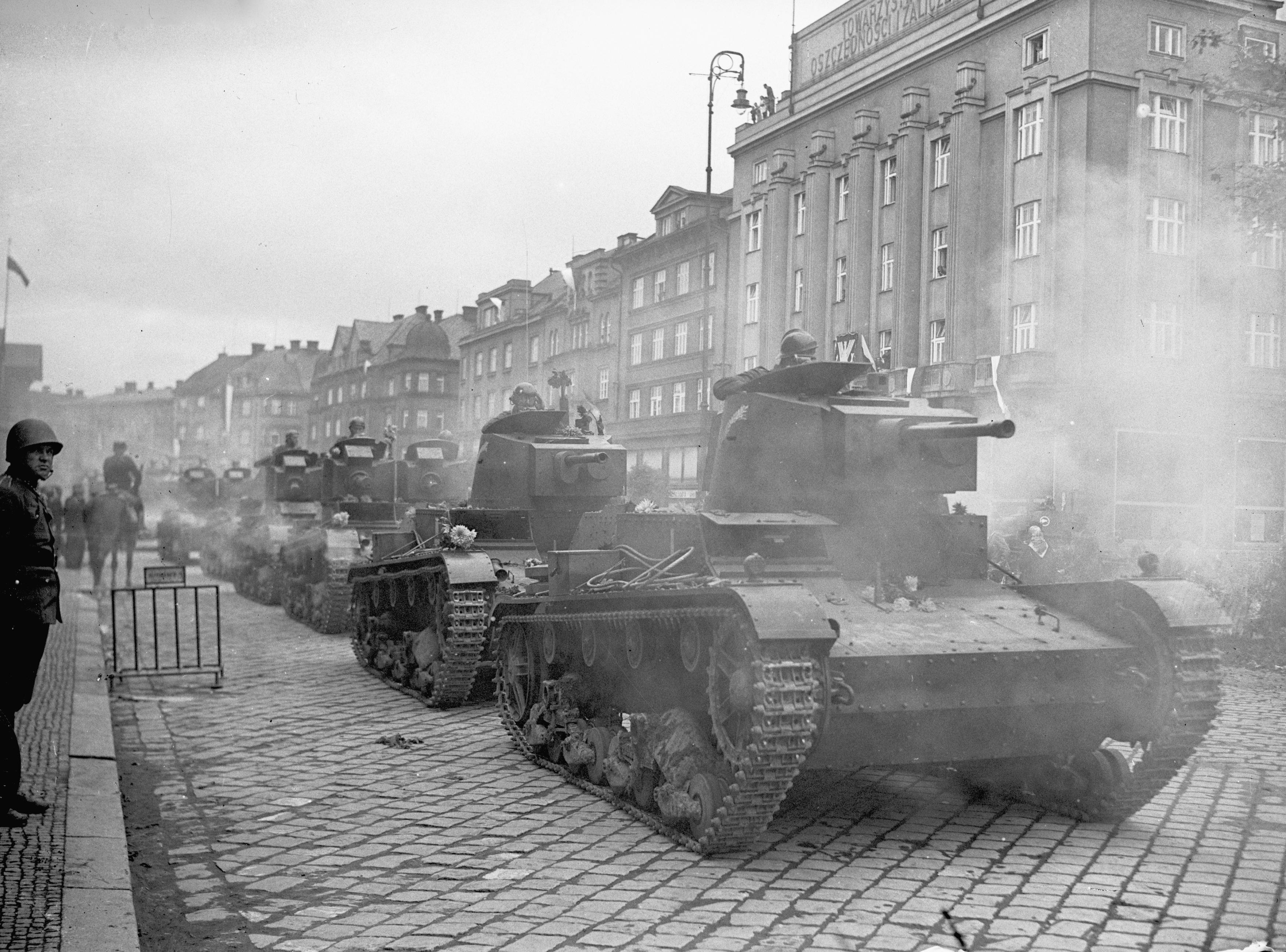
Armata poloneză capturează Český Těšín (Czeski Cieszyn) în 1938

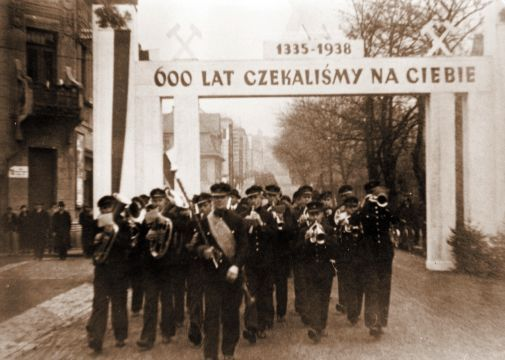
„De 600 de ani vă așteptăm (1335–1938).” Pancartă a etnicilor polonezi prin care se salută anexarea Transolzei de către Polonia la Karviná, octombrie 1938.

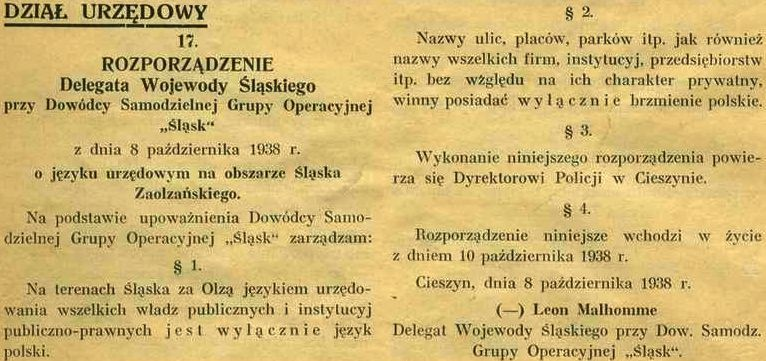
Decretul privind limba oficială în teritoriul anexat

În regiunea revendicată la început de la Cehoslovacia de către Germania Nazistă în 1938 se afla și importantul nod feroviar Bohumín⁠(d) (în poloneză Bogumin). Polonezii considerau orașul a fi de crucială importanță pentru zonă și pentru interesele poloneze. La 28 septembrie, Edvard Beneš a compus o notă adresată administrației poloneze prin care se oferea să redeschidă discuțiile privind demarcarea teritorială în zona Těšínsko în interesul relațiilor reciproce, dar a amânat trimiterea ei în speranța unor vești bune de la Londra și Paris, care au venit doar într-o formă limitată. Beneš s-a îndreptat apoi către conducerea sovietică de la Moscova, care a început o mobilizare parțială în Belarusul de Est și în RSS Ucraineană și a amenințat Polonia cu denunțarea Pactului de neagresiune Sovieto-Polon.
Cu toate acestea, liderul polonez, colonelul Józef Beck⁠(d) credea că Varșovia trebuie să acționeze rapid pentru a întârzia ocuparea orașului de către germani. La orele prânzului în ziua de 30 septembrie, Polonia a dat guvernului cehoslovac un ultimatum, prin care cerea evacuarea imediată a armatei și poliției cehoslovace și a dat Pragăi timp până a doua zi la prânz. La 11:45 a.m. în ziua de 1 octombrie ministerul de externe cehoslovac l-a sunat pe ambasadorul polonez la Praga și i-a spus că Polonia primește ce a cerut. Armata poloneză, în frunte cu generalul Władysław Bortnowski⁠(d), a anexat o zonă de 801,5 km2 cu o populație de 227.399 de oameni.
Germanii erau foarte mulțumiți de acest deznodământ și s-au mulțumit să sacrifice un mic nod feroviar regional în schimbul posibilității de a folosi anexarea pentru propagandă. Astfel, în propaganda germană, dezmembrarea Cehoslovaciei nu mai era doar responsabilitatea Germaniei, Polonia devenind participant la acest proces; scopul propagandei era derutarea așteptărilor politice. Polonia a fost acuzată de a fi complice al Germaniei Naziste – acuzație pe care Varșoviei i-a fost foarte greu să o nege.

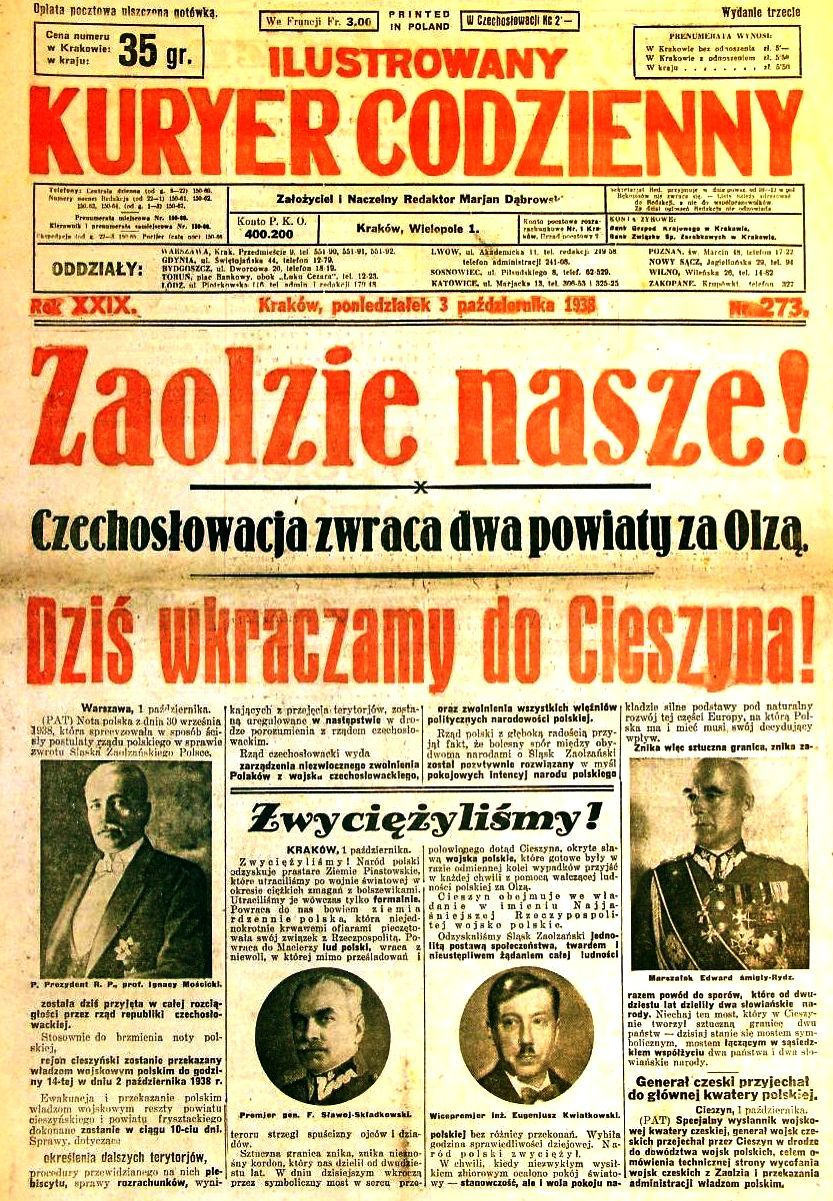
„Transolza este a noastră!” – ziarul polonez Ilustrowany Kuryer Codzienny la 3 octombrie 1938.

Partea poloneză a susținut că polonezii din Transolza merită aceleași drepturi și libertăți etnice ca și germanii din Sudeți în conformitate cu Acordul de la München. Vasta majoritate a populației poloneze locale a salutat cu entuziasm schimbarea, văzând-o ca pe o eliberare și ca o formă de dreptate istorică, dar și-a schimbat rapid dispoziția. Noile autorități poloneze au numit în posturi cheie persoane venite din Polonia, iar localnicii au fost concediați. Limba poloneză a devenit unica limbă oficială. Utilizarea cehei (sau germanei) de către cehi (sau germani) în public era interzisă iar cehii și germanii erau obligați să părăsească zona anexată sau să se polonizeze. Politicile de polonizare rapidă au urmat în toate aspectele vieții publice și private. Organizațiile cehești au fost desființate și activitatea lor a fost interzisă. Parohiile romano-catolice din regiune aparțineau fie Arhidiecezei de Breslau (arhiepiscop Bertram⁠(d)), fie Arhidiecezei de Olomouc (arhiepiscop Leopold Prečan), ambele compuse din dieceze transfrontaliere din Cehoslovacia și Germania. Când guvernul polonez a cerut, după ocuparea regiunii, ca acele parohii să se separe de cele două arhidieceze, Sfântul Scaun s-a conformat. Papa Pius al XI-lea, fost nunțiu în Polonia, a trecut parohiile catolice din Transolza sub administrație apostolică sub Stanisław Adamski⁠(d), episcop de Katowice.
Educația cehoslovacă în cehă și germană a fost desființată. Circa 35.000 de cehoslovaci au emigrat în Cehoslovacia centrală (devenită ulterior Protectoratul Boemiei și Moraviei) fie forțat, fie la alegere. Comportamentul noilor autorități poloneze era diferit dar de aceeași natură cu cel al cehoslovacilor înainte de 1938. Au apărut două facțiuni politice: socialiștii (opoziția) și dreapta (loială noilor autorități naționale poloneze). Politicienii și simpatizanții de stânga erau discriminați și adesea concediați. Sistemul politic polonez a fost implementat artificial în Transolza. Polonezii locali au continuat să se simtă ca niște cetățeni de rangul al doilea și majoritatea lor erau nemulțumiți de situația de după octombrie 1938. Transolza a rămas parte a Poloniei timp de doar 11 luni până când a început Invazia Poloniei la 1 septembrie 1939.
Richard M. Watt⁠(d) descrie capturarea Teschenului de către polonezi în aceste cuvinte: „În mijlocul euforiei generalizate din Polonia – anexarea Teschenului a fost un eveniment foarte popular – nimeni nu a fost atent la comentariul amar al generalului cehoslovac care a predat regiunea polonezilor. El a prezis că nu va trece mult până când polonezii vor preda ei înșiși Teschenul germanilor.”
Watt scrie și că „ultimatumul polonez din 1938 adresat Cehoslovaciei și anexarea Teschenului au fost niște erori tactice grave. Oricâtă dreptate ar fi fost în revendicarea poloneză asupra Teschenului, ocuparea sa în 1938 a fost o greșeală enormă în termenii reputației Poloniei în rândul puterilor democratice din lume.”

### Al Doilea Război Mondial
La 1 septembrie 1939 Germania Nazistă și Uniunea Sovietică au invadat Polonia, declanșând cel de al Doilea Război Mondial, iar Transolza a fost inclusă în Districtul militar al Sileziei Superioare. La 26 octombrie 1939 Germania Nazistă a anexat unilateral Transolza ca parte din Landkreis Teschen⁠(d). În timpul războiului, autoritățile au dus o politică agresivă de germanizare. Evreii au avut cel mai mult de suferit, urmați de polonezi. Polonezii primeau rații alimentare mai mici, erau obligați să plătească mai multe impozite, nu li se permitea să intre în teatre, cinematografe etc. Educația în poloneză și cehă a încetat să mai existe, organizațiile poloneze au fost desființate și activitatea lor a fost interzisă. Inclusiv episcopul de Katowice Adamski a fost înlăturat ca administrator apostolic al parohiilor catolice din Transolza și la 23 decembrie 1939 Cesare Orsenigo⁠(d), nunțiu în Germania, le-a readus în subordinea arhidiecezelor Breslau, respectiv Olomouc, începând cu 1 ianuarie 1940.
Autoritățile germane au introdus teroarea în Transolza. Naziștii erau îndreptați în mod deosebit împotriva intelectualității poloneze, din rândul căreia care mulți au murit în timpul războiului. Omoruri în masă, execuții, arestări, deportări ale localnicilor la muncă forțată și în lagărele de concentrare aveau loc zilnic. Cea mai cunoscută crimă de război a fost uciderea a 36 de săteni din Żywocice⁠(d) și din împrejurimi la 6 august 1944. Acest masacru este cunoscut sub numele de Tragedia Żywocicka (tragedia de la Żywocice). Mișcarea de rezistență, formată în principal din polonezi, era relativ puternică în Transolza. S-au introdus Volksliste⁠(d) – documente prin care un cetățean negerman declara că are parțial origine germană; refuzul de a semna aceste documente putea duce la deportarea în lagărele de concentrare. Localnicii care acceptau erau ulterior recrutați în Wehrmacht. Mulți localnici fără origine germană au fost obligați să semneze. Numărul morților în Transolza în timpul celui de al Doilea Război Mondial s-a ridicat la circa 6.000 de oameni: aproximativ 2.500 de evrei, 2.000 alți cetățeni (80% polonezi) și peste 1.000 de localnici care au murit în Wehrmacht (și semnaseră Volksliste). Câteva sute de polonezi din Transolza au fost uciși și de sovietici în masacrul de la Katyń.
În termeni de procente, Transolza a suferit cele mai multe pierderi de vieți omenești din toată Cehoslovacia – circa 2,6% din populație.

### După 1945

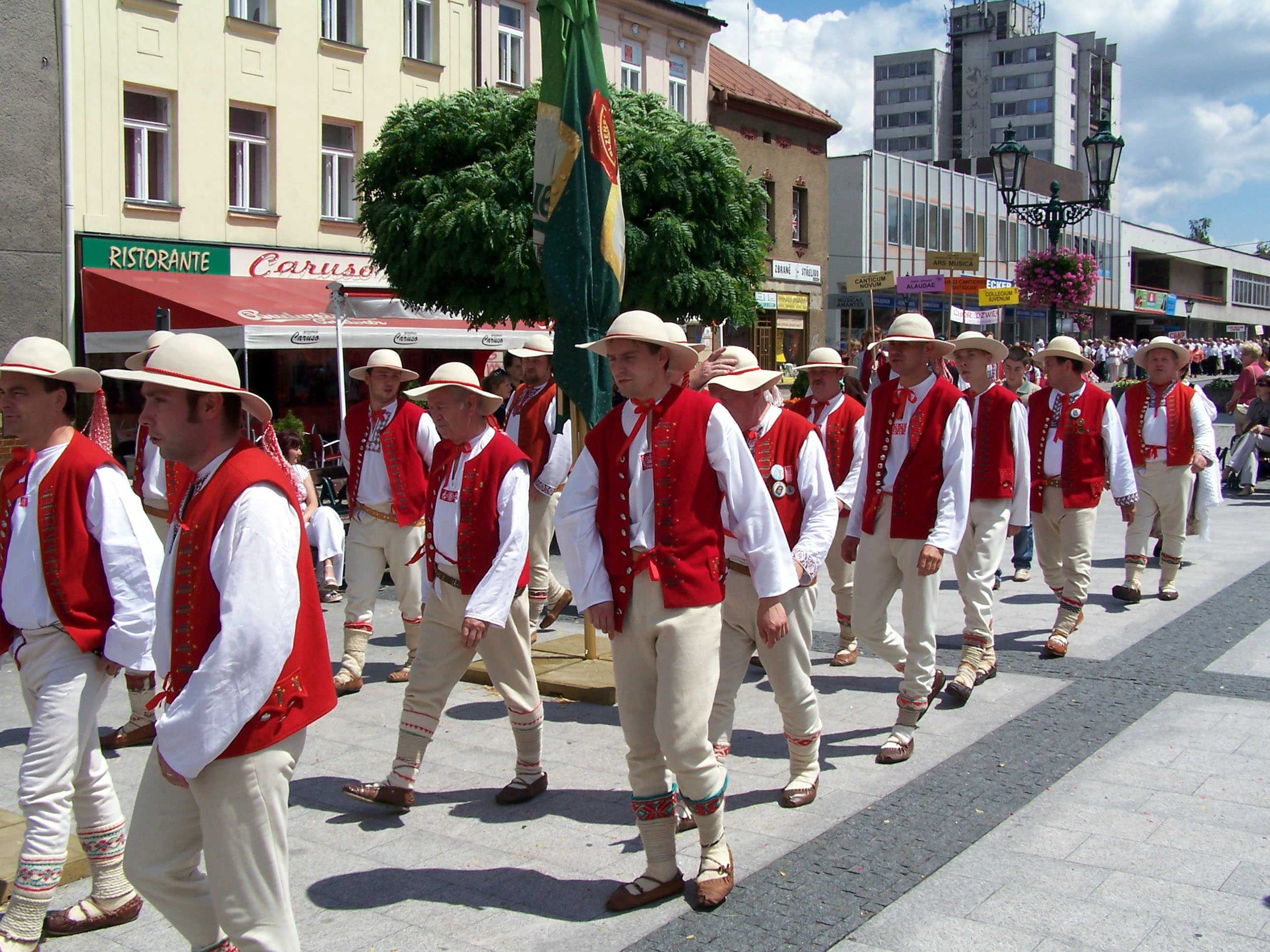
Gorali polonezi din Jablunkov la festivalul din Karviná, 2007

Imediat după al Doilea Război Mondial, Transolza a revenit la Cehoslovacia în frontierele de la 1920, deși polonezii localnici sperau să revină la Polonia. Deși mare parte din cehoslovacii de etnie germană au fost expulzați, populația poloneză locală a suferit din nou discriminări, mulți cehi acuzându-i pentru discriminările autorităților poloneze în 1938–1939. Organizațiile poloneze au fost din nou interzise, și autoritățile cehoslovace au efectuat arestări și concedieri ale polonezilor. Situația s-a îmbunătățit întrucâtva când Partidul Comunist din Cehoslovacia a preluat puterea în februarie 1948. Proprietățile poloneze confiscate de ocupanții germani în timpul războiului nu au mai fost retrocedate.
În ce privește parohiile catolice din Transolza, aparținând arhidiecezei Breslau, arhiepsicopul Bertram, pe atunci având scaunul în castelul Jánský vrch⁠(d) din Javorník (Jauernig)⁠(d) (Cehoslovacia), l-a numit pe František Onderek (1888–1962) vicar general pentru porțiunea cehoslovacă a arhidiecezei Breslau la 21 iunie 1945. În iulie 1946, Papa Pius al XII-lea l-a ridicat pe Onderek la rangul de administrator apostolic al porțiunii cehoslovace din arhidieceza Breslau (în limbaj colocvial, administrator apostolic al Český Těšínului; în cehă Apoštolská administratura českotěšínská), cu scaunul la Český Těšín, separând astfel parohiile de jurisdicția Breslaului. La 31 mai 1978, Papa Paul al VI-lea a inclus administrația apostolică cu arhidieceza Olomouc prin constituția apostolică Olomoucensis et aliarum.
Republica Populară Polonă a semnat la Varșovia la 13 iunie 1958 un tratat cu Cehoslovacia prin care a confirmat frontierele existente la 1 ianuarie 1938. După ce comuniștii au preluat puterea, explozia industrială a continuat și în regiune au sosit mulți imigranți (mai ales din alte părți ale Cehoslovaciei, în principal din Slovacia). Sosirea slovacilor a modificat semnificativ compoziția etnică a zonei, întrucât aproape toți imigranții slovaci au fost asimilați de majoritatea cehă în decursul timpului. Numărul de slovaci autodeclarați este în scădere rapidă. Ultima școală primară slovacă din Karviná s-a închis de mai mulți ani. După dizolvarea Cehoslovaciei în 1993, Transolza a fost inclusă în Cehia independentă. O importantă minoritate poloneză rămâne însă acolo.

### În Uniunea Europeană

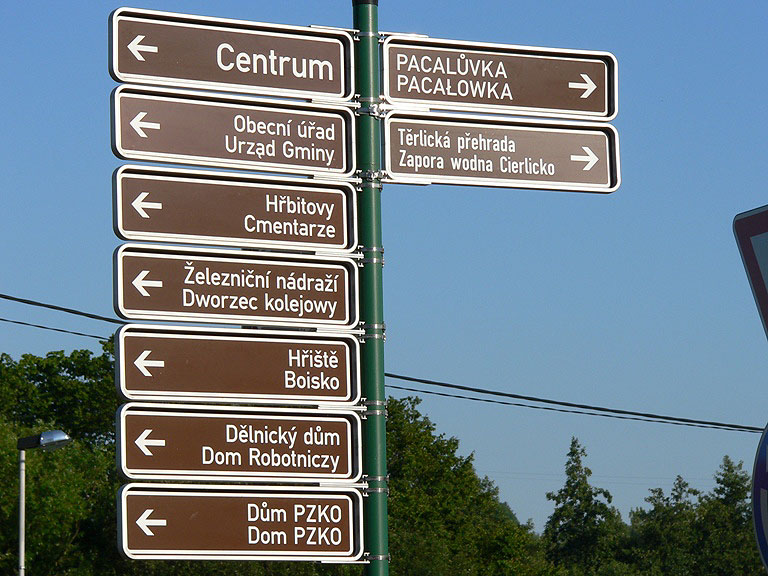
Indicatoare bilingve în cehă și poloneză în Transolza

Aderarea Republicii Cehe și a Poloniei la Uniunea Europeană în mai 2004, și mai ales admiterea lor în zona Schengen spre sfârșitul lui 2007, au redus importanța disputelor teritoriale, punând capăt controalelor sistematice la frontieră. Semnele care interzic traversarea frontierei au fost înlăturate, cetățenii putând traversa granița oricând, în orice punct.
Zona este inclusă în cea mai mare parte în euroregiunea Silezia Těšínului⁠(d), iar câteva comune fac parte din euroregiunea Beskizilor⁠(d).

## Recensăminte
Structura etnică a Transolzei pe baza recensămintelor:
| An   | Total   | Polonezi | Cehi    | Germani | Slovaci |
| ---- | ------- | -------- | ------- | ------- | ------- |
| 1880 | 94.370  | 71.239   | 16.425  | 6.672   | –       |
| 1890 | 107.675 | 86.674   | 13.580  | 7.388   | –       |
| 1900 | 143.220 | 115.392  | 14.093  | 13.476  | –       |
| 1910 | 179.145 | 123.923  | 32.821  | 22.312  | –       |
| 1921 | 177.176 | 68.034   | 88.556  | 18.260  | –       |
| 1930 | 216.255 | 76.230   | 120.639 | 17.182  | –       |
| 1939 | 213.867 | 51.499   | 44.579  | 38.408  | –       |
| 1950 | 219.811 | 59.005   | 155.146 | –       | 4.388   |
| 1961 | 281.183 | 58.876   | 205.785 | –       | 13.233  |
| 1970 | 350.825 | 56.075   | 263.047 | –       | 26.806  |
| 1980 | 366.559 | 51.586   | 281.584 | –       | 28.719  |
| 1991 | 368.355 | 43.479   | 263.941 | 706     | 26.629  |

Surse: Zahradnik 1992, 178–179. Siwek 1996, 31–38.

## Further reading
- Badziak, Kazimierz (1997). "Powstanie" na Zaolziu w 1938 r.: Polska akcja specjalna w świetle dokumentów Oddziału II Sztabu Głównego WP. Warszawa: ADIUTOR. ISBN 83-86100-21-4.

- Kaszper, Roman; Małysz, Bohdan (editors) (2009). Poláci na Těšínsku [Polonezii din Těšín] (PDF) (în cehă). Český Těšín: Kongres Poláků v České republice. ISBN 978-80-87381-00-7. Arhivat din original (PDF) la 18 iulie 2011. Accesat în 7 iunie 2012.